# Gloria Gaynor
Gloria Gaynor (vlastním jménem Gloria Fowles, * 7. září 1943) je americká zpěvačka disco éry sedmdesátých let. Mezi její hity patří: "I Will Survive" (1979), "Never Can Say Goodbye" (1974), "Let Me Know (I Have A Right)" (1980) a "I Am What I Am" (1983).
Gloria začínala v šedesátých letech jako zpěvačka jazz/gospel/pop kapely Soul Satisfiers. Její první sólový singl byl "She'll Be Sorry"/"Let Me Go Baby" (1965)

## Diskografie

### Alba
- Never Can Say Goodbye (1975)
- Experience Gloria Gaynor (1975)
- I've Got You (1976)
- Glorious (1977)
- Park Avenue Sound (1978)
- Love Tracks (1978)
- I Will Survive (1979)
- I Have A Right (1979)
- Stories (1980)
- I Kinda Like Me (1981)
- Gloria Gaynor (1983)
- I Am Gloria Gaynor (1984)
- The Power of Gloria Gaynor (1986)
- I Wish You Love (2002)
- The Answer (2006)

### Singly
| Rok  | Singl                             | Příčka | Příčka | Příčka   | Příčka | Příčka |
| Rok  | Singl                             | US     | US R&B | US Dance | US AC  | UK     |
| ---- | --------------------------------- | ------ | ------ | -------- | ------ | ------ |
| 1974 | "Honey Bee"                       | —      | 55     | —        | —      | —      |
| 1974 | "Never Can Say Goodbye"           | 9      | 34     | 1        | —      | 2      |
| 1975 | "Reach Out I'll Be There"         | 60     | —      | —        | —      | 14     |
| 1975 | "Real Good People"                | —      | —      | 6        | —      | —      |
| 1975 | "Walk on By"                      | 98     | —      | 8        | —      | —      |
| 1975 | "All I Need Is Your Sweet Lovin'" | —      | —      | —        | —      | 44     |
| 1975 | "Casanova Brown"                  | —      | —      | 1        | —      | —      |
| 1975 | "(If You Want It) Do It Yourself" | 98     | 24     | —        | —      | —      |
| 1975 | "How High the Moon"               | 75     | 73     | —        | —      | 33     |
| 1976 | "Let's Make a Deal"               | —      | 95     | —        | —      | —      |
| 1978 | "I Will Survive"                  | 1      | 4      | 1        | —      | 1      |
| 1978 | "Substitute"                      | —      | 78     | —        | —      | —      |
| 1979 | "Anybody Want to Party"           | —      | 16     | —        | —      | —      |
| 1979 | "Let Me Know (I Have a Right)"    | 42     | —      | —        | —      | 32     |
| 1981 | "Let's Mend What's Been Broken"   | —      | 76     | —        | —      | —      |
| 1983 | "I Am What I Am"                  | —      | 82     | —        | —      | 13     |
| 1984 | "Strive"                          | —      | —      | —        | —      | 86     |